# Boubacar Koné
Boubacar Sidiki Koné (Bamako, 21 agosto 1984) è un ex calciatore maliano, di ruolo difensore.

## Palmarès

### Club

#### Competizioni nazionali
- Sudan Cup: 2

Al-Merrikh: 2006, 2007
- Coppa del Marocco: 1

Maghreb Fès: 2010-2011

#### Competizioni internazionali
- Coppa della Confederazione CAF: 1

Maghreb Fès: 2011
- Supercoppa CAF: 1

Maghreb Fès: 2012